# Ковпак Андрій Миколайович
Андрій Миколайович Ковпак (* 21 лютого 1985, Городок, Хмельницька область) — міський голова міста Деражня (2015—2020; 2020 — по т.ч).

## Біографія
Народився 21 лютого 1985 року в місті Городок Хмельницької області.  
Закінчив Львівський державний університет фізичної культури та Львівський національний університет ім. Івана Франка.
В жовтні 2015 року обраний мером Деражні.
У 2020 році повторно обраний міським головою.

## Нагороди
- Орден «За заслуги» III ступеня (6 грудня 2024) — за вагомий особистий внесок у державне будівництво, розвиток місцевого самоврядування, самовіддане виконання службового обов'язку в умовах воєнного стану, вірність Українському народові[3].